# První neděle adventní
První neděle adventní je v západní liturgické tradici první neděle vánočního okruhu. Začíná jí advent a je vnímána jako začátek liturgického roku. V kalendáři je to neděle mezi 27. listopadem a 3. prosincem. Do období před slavností Narození Páně 25. prosince (tj. do Štědrého dne 24. prosince včetně) se tak vejdou celkem čtyři adventní neděle.
Při bohoslužbách ve fialové barvě se žehná adventní věnec a zapaluje se jeho první svíce. Texty evangelia hovoří o druhém příchodu Páně a napomínají k bdělosti.
Mt 24, 37 – 24, 44 (Kral, ČEP)
Mk 13, 33 – 13, 37 (Kral, ČEP)
Lk 21, 25 – 21, 36 (Kral, ČEP)